# Veusz
 (novembre 2020).
 (novembre 2020).
Veusz est un logiciel de traçage de courbes scientifique. 
Veusz est une application Qt écrite en Python, PyQt et NumPy. Elle est disponible gratuitement pour que quiconque puisse le distribuer sous les termes de la licence GPL. Le logiciel est conçu pour produire des graphiques de qualité publication. Le nom doit être prononcé comme views en anglais. 
Ce programme produit des graphiques dans les formats d'image vectorielle courants, notamment PDF, PostScript et SVG. Il est multiplateforme, fonctionnant sous Microsoft Windows, macOS et Unix / Linux.
Les tracés sont construits à partir d'un ensemble de widgets de traçage qui peuvent être ajoutés au document et dont les propriétés sont modifiées à l'aide d'une interface cohérente. Par exemple, les widgets graphiques peuvent être placés dans un widget grille pour créer un tableau de graphiques. Les widgets incluent des graphiques X-Y, des fonctions, des contours, des boîtes à moustaches, des graphiques polaires, des graphiques ternaires, des graphiques vectoriels, des images de données, des étiquettes et une grande variété de formes. Les ensembles de données peuvent être lus à l'aide de formats standard tels que CSV, HDF5 ou FITS, ou saisis, modifiés ou créés à l'aide des fonctions d'ensembles de données existants. Les fonctions peuvent également être adaptées aux données. 
Veusz est extensible avec des plugins Python. Des plugins peuvent être ajoutés pour importer des données dans d'autres formats, automatiser les opérations et créer différents types de relations mathématiques entre les ensembles de données. Le programme fournit également une ligne de commande et une interface de script (basée sur Python) à ses fonctions de traçage. Le format de fichier enregistré est un simple script de texte Python, ce qui facilite la création de tracés à partir d'autres programmes.

## Évaluation
Veusz a été évalué par le magazine Linux Format, disant que « Il y a beaucoup de possibilités pour créer des graphiques colorés et attrayants »[réf. nécessaire]. Il a également été inclus dans leur sélection Hot Pics sur la couverture[réf. nécessaire]. Veusz peut également être utilisé comme moteur de dessin pour le package SciTools Easyviz. 